# Occhio nudo

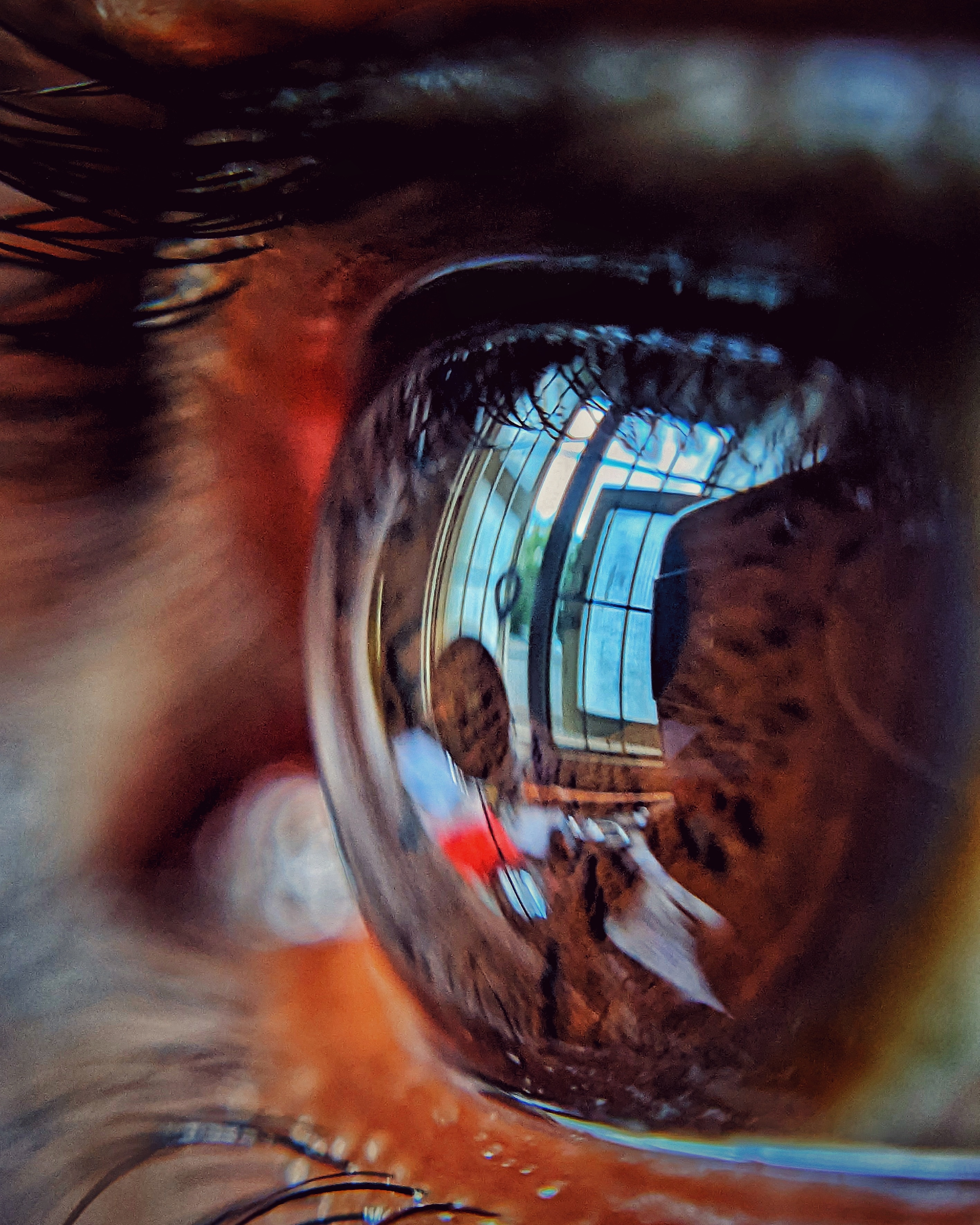

Occhio nudo è un'espressione che indica le osservazioni condotte senza l'ausilio di strumenti ottici, (telescopi, lenti d'ingrandimento, visori notturni, ecc.), ad eccezione degli occhiali e/o delle lenti a contatto per la correzione delle eventuali ametropie degli occhi.

## Prestazioni dell'occhio umano
L'occhio nudo possiede almeno due caratteristiche tecniche che determinano la qualità e la capacità di osservare ciò che è visibile: sono l'acutezza visiva e la sensibilità retinica; la prima è in grado di rendere visibili i dettagli degli oggetti osservabili, e la seconda di rendere visibili eventuali vari oggetti meno luminosi o meno illuminati.
L'acutezza visiva varia sensibilmente da individuo a individuo e in base alle varie situazioni di osservazione e al metodo usato: la visione fotopica binoculare, utilizzando la zona foveale, è quella con i risultati migliori (con oggetti sufficientemente illuminati). Tuttavia, non è sempre la migliore in ogni caso, in quanto la visione scotopica, in determinate situazioni di scarsa luminosità e nella modalità chiamata visione distolta, permette la visibilità di alcuni oggetti normalmente invisibili con la fovea (visione diretta).
La visione ad occhio nudo possiede anche una terza caratteristica da non sottovalutare, cioè il campo visivo. Anche in questo caso può variare di molto l'estensione da individuo ad individuo, con una dimensione media indicata tra 150° e 220° di ampiezza orizzontale totale, e dove la visione binoculare si restringe a circa 90°-100° (con valori limite tra 60° e 120° su base individuale).200°–220° orizzontali

## In astronomia osservativa
In termini di sensibilità retinica, l'occhio nudo è in grado di vedere oggetti con una luminosità apparente piuttosto esigua, ed anche in questo caso vi sono grandi differenze individuali, per cui alcuni sono più portati alle osservazioni scotopiche di altri. Come dato di riferimento convenzionale per l'ambito astronomico, l'occhio nudo può vedere stelle con magnitudine apparente inferiore a 6 (o tra 6 e 7).

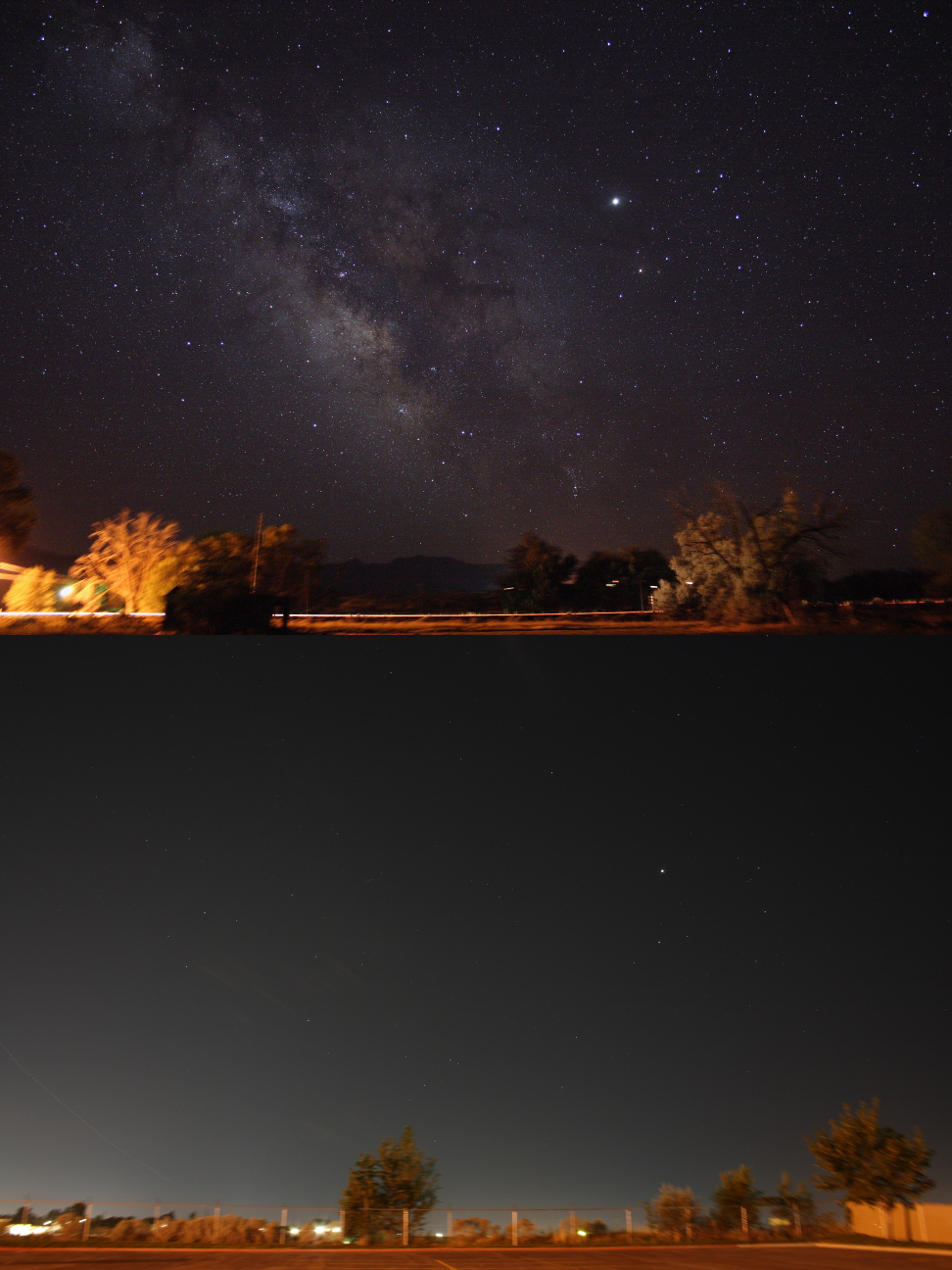
Una fotografia che mostra (approssimativamente) la vista a occhio nudo del cielo notturno da una piccola città rurale (in alto) e da un'area metropolitana (in basso). L'inquinamento luminoso riduce drasticamente la visibilità delle stelle

In astronomia, il termine occhio nudo si utilizza in riferimento a corpi e fenomeni celesti visibili da chiunque, come la Luna di cui è possibile vedere molti dettagli superficiali oltre alla forma circolare, o come i cinque pianeti conosciuti fin dall'antichità, ossia Mercurio, Venere, Marte, Giove e Saturno, ma senza vederne i dettagli superficiali o addirittura nemmeno la forma, e poi anche le stelle con magnitudine apparente inferiore ad un certo valore, e le congiunzioni astronomiche, alcune comete, alcuni sciami meteorici e qualche nebulosa e galassia. Urano e Vesta a volte raggiungono una magnitudine apparente sufficiente per essere osservabili a occhio nudo (se si sa dove guardare), almeno con la visione distolta, ma entrambi non sono stati riconosciuti prima della scoperta del telescopio, perché sono troppo piccoli (dimensione apparente insufficiente) e troppo deboli, anche alla massima luminosità, inoltre, per percepirli minimamente sono richieste condizioni ottimali di osservazione e di visione, come un cielo con eccellente trasparenza ed un ambiente buio e privo di inquinamento luminoso. 
La risoluzione angolare dell'occhio umano considerata in ambito astronomico è data essere di circa 1-2 primi d'arco (solitamente 60 secondi), e ciò permette (o limita) di distinguere stelle doppie aventi una separazione uguale o maggiore, tuttavia in certi casi, a seconda delle fonti luminose prese in considerazione, il potere risolutivo può arrivare anche a soli 30 secondi d'arco, come nel caso di due deboli stelle di pari luminosità di sesta grandezza. Le sorgenti stellari possono essere percepite anche se puntiformi, poiché anche se pochi neuroni del sistema visivo umano sono stimolati, attraverso la connessione sinaptica vengono attivati anche quelli vicini e dello stesso strato, di conseguenza l'immagine prodotta sulla retina risulta di dimensioni angolari notevolmente superiori alla realtà.
In teoria, un osservatore potrebbe percepire ad occhio nudo, oltre 5000 stelle sotto a un cielo privo di inquinamento luminoso e senza Luna, tuttavia ciò dipende anche dalla propria acutezza visiva e dall'esperienza dell'osservatore. Nella pratica è solo possibile percepire il colore delle stelle più luminose, in quanto l'occhio in scarse condizioni di illuminazione (visione scotopica o mesopica) utilizza maggiormente i bastoncelli anziché i coni, il che non consente di distinguerne facilmente il colore.
È possibile rilevare alcuni ammassi stellari, come le Pleiadi, l'Ammasso Doppio di Perseo o l'ammasso di Ercole. Visibili ad occhio nudo sono la Nebulosa Trifida e la Nebulosa di Orione, ed è inoltre possibile percepire diverse galassie, come la Galassia di Andromeda e la Galassia del Triangolo (che è considerato l'oggetto celeste più distante visibile a occhio nudo), le due Nubi di Magellano, e parte della Via Lattea la galassia in cui si trova la Terra. In effetti, ogni singola stella che vediamo è parte della nostra galassia e non riusciamo a vedere la Via Lattea per intero.
Oltre a questi oggetti è possibile osservare occasionalmente meteore e comete, nonché diversi satelliti artificiali, tra cui la Stazione spaziale internazionale, me senza riconoscerli ad occhio nudo, in quanto troppo lontani e troppo piccoli (dimensione apparente insufficiente).
Storicamente, l'astronomia ad occhio nudo raggiunse il suo apice grazie all'opera di Tycho Brahe (1546-1601), che costruì un importante osservatorio destinato alla misurazione precisa del cielo senza alcuno strumento telescopico. Nel 1610 Galileo fu la prima persona riconosciuta storicamente ad utilizzare un cannocchiale (telescopio) per l'osservazione celeste, e a pubblicare le sue scoperte.